# كيث جونز (لاعب كرة قدم)
كيث جونز (بالإنجليزية: Keith Jones)‏ (14 أكتوبر 1965 في المملكة المتحدة - ) هو مدرب كرة قدم ولاعب كرة قدم بريطاني في مركز الوسط. لعب مع تشارلتون أثلتيك وتشيلسي ونادي برينتفورد ونادي ريدنغ ونادي ساوثيند يونايتد.

## وصلات خارجية
- كيث جونز على موقع قاعدة بيانات كرة القدم.إي يو (الإنجليزية)
- كيث جونز على موقع Soccerbase.com (لاعب) (الإنجليزية)
- كيث جونز على موقع عالم كرة القدم.نت (الإنجليزية)